# クライモリ
『クライモリ』（Wrong Turn）は、2003年のアメリカ合衆国・ドイツのホラー映画。監督はロブ・シュミット、出演はデズモンド・ハリントンとエリザ・ドゥシュクなど。R-15指定。SFXスタッフのスタン・ウィンストンが制作。
スティーヴン・キングが「Book」誌で年間ベストワン映画に挙げて絶賛し、話題となった。
シリーズ化され、6作目まで制作された。
その後、第1作の脚本を担当したアラン・B・マッケルロイが再び脚本を担当した同名のリブート版が制作され、2021年に公開された。

## ストーリー
ロッククライミングをしている男女2人が何者かに襲われる。オープニングタイトルではグロテスクな風貌をした人々の写真や行方不明を報じる記事や被害者の写真などが映される。
ウェストバージニア州グリーンブライアの田舎道を医学生のクリスが車に乗って急いでいる。しばらく行くと渋滞しており、車を降りてトラックの運転手に事情を聞くと、数マイル先での事故で2数時間は通行できないだろうと言われる。意を決したクリスは車を返しながら、遅刻の連絡を入れるが通話圏外となり途中で通話が途切れてしまう。未舗装路に入って1マイル、ガスステーションを兼ねた民家に立ち寄り、電話を借りようとするが、壊れた公衆電話しかなく用を足せない。民家に貼ってある地図を見て、曲がりくねった山道を行けば先ほど通れなかった区間を通り越して行く先にたどり着ける可能性を見出す。二又で一瞬迷うが、けっきょく先の山道の方に入って行く。バックミラーを直すのに前方注視が疎かになった瞬間、前方に停まっていたハイカー客の車に衝突してしまう。その車で来ていたのは、ジェシー、カーリー、フランシーンの3人の若い女性と、カーリーのボーイフレンドのスコット、フランシーンのボーイフレンドのエヴァンの計5人である。6人に怪我はなかったものの、車は故障、携帯電話も通じず、人の気配もなく、孤立してしまう。エヴァンとフランシーンを除く4人は公衆電話のある場所まで山を降りることにする。エヴァンとフランシーンはその場に残り、フランシーンがクリスの車の中を物色している間に、エヴァンは何者かに襲われる。1人残されたフランシーンがエヴァンを探しに森へ入り、彼の片方の靴と千切れた耳を見つけて驚くが、今度は自身が背後から襲われる。
スコットら4人は人家を見つけ、クリスが電話を借りようと中に入るが、食事をした跡など生活の気配はあるものの、家中散らかし放題になっており、冷蔵庫には人の臓器と思しきビンがたくさん保存されている。気味悪がった4人はカーリーが用を足し次第、即刻家を出ていくことにするが、運の悪いことに住民らしき者が古トラックに乗って帰ってくる。逃げ場をなくした4人はひとまずベッドの下に隠れる。3人の住民は部屋に入り、フランシーンの遺体を解体し始める。恐怖におののいた4人は、住民が寝入ったすきをついて家から逃げ出すものの、ドア口のところでクリスが立てた物音により住民は目を覚まし、トラックに乗って追いかけてくる。4人は山の中を抜けて、住民が襲った観光客らの車を集めた駐車場まで追いかけられる。エンジンを掛けたままのトラックを降りた住民は4人に襲いかかってくるが、クリスが囮となって住民を引きつける間にトラックを奪って逃げようとする。クリスは足に銃弾を受けて倒れるが、今度はスコットが囮となり、その間にクリスに肩を貸したジェシーとカーリーの3人がトラックを乗っ取って走り去る。3人は山の中を走って逃げるスコットを見つけ、トラックに乗るように叫ぶが、スコットは住民から弓矢で3発背中を射抜かれて殺され、住民に引きずり去られる。3人が乗るトラックは林道を塞ぐ倒木により行く手を阻まれ、3人はそこから歩いて山を移動する。
夕方、3人は見張り塔で救急箱と無線ラジオを見つけ、クリスの治療と救援をしていたところ、住民らが見張り塔までやって来る。息を殺してやり過ごそうとするが、無線ラジオに入った応答により、住民に存在を気付かれてしまう。塔に上がってくることは防げたが、今度は火攻めに遭ったために、3人は塔から周りの木に飛び移る。カーリーは木に登ってきた住民に殺された一方、ジェシーとクリスは木の枝を使って住民の撃退に成功する。2人で滝の背後に隠れた際、クリスはジェシーから今回の旅行はカーリーらが失恋したばかりの自分を慰めるために行ってくれたことだと教えられる。自責の念にかられるジェシーをクリスがなだめる。
夜が明け、道路を見つけた2人は通りかかったパトカーに助けを求めようとするが、ジェシーが住民に襲われて連れ去られる。山から転がり落ちたクリスはそのままパトカーを運転してきた警官に助けを求めるが、その警官は住民の放った矢が頭に刺さり即死する。クリスはパトカーの下に潜り込み難を逃れるが、住民が運転席に乗り込んだため、いったん茂みに隠れる。その後住民がパトカーを動かしたため、再び下に潜り込んで住民の家までそのまましがみついて付いて行く。一方、住民の家ではジェシーが猿ぐつわを噛まされベッドに縛り付けられており、パトカーで帰宅した住民が警官の遺体を解体していた。ジェシーが今度は自分の番とおびえていたところで、クリスがパトカーに乗って突っ込んでくる。不意をつかれた住民らは次々とクリスの反撃に倒れ、ジェシーも協力して最後は爆発したパトカーもろとも炎に包まれた家の中で住民らは焼死する。ジェシーらを乗せた古トラックが、クリスが山に入る前に立ち寄った地元民の家にたどり着くと、地元民は住民だと恐れて隠れる。クリスは家に貼ってある地図をはぎ取ってトラックに戻り、ジェシーとともにトラックでその場を後にする。
エンドロールの後、住民の家を警官が捜索に訪れ、焼け焦げた廃屋の中から遺体らしきものを見つけるが、背後から実は生き残っていた住民に斧で襲われる。

## キャスト
| 役名               | 俳優                       | 日本語吹替 |
| ------------------ | -------------------------- | ---------- |
| クリス・フリン     | デズモンド・ハリントン     | 小山力也   |
| ジェシー           | エリザ・ドゥシュク         | 松本梨香   |
| カーリー           | エマニュエル・シュリーキー | 松岡由貴   |
| スコット           | ジェレミー・シスト         | 西凜太朗   |
| エヴァン           | ケヴィン・ゼガーズ         | 浪川大輔   |
| フランシーン       | リンディ・ブース           | 園崎未恵   |
| スリー・フィンガー | ジュリアン・リッチングス   |            |
| ソウ・トゥース     | ギャリー・ロビンス         |            |
| ワン・アイ         | テッド・クラーク           |            |
| リッチ・ストッカー | ジョエル・ハリス           | 上田燿司   |
| ヘイリー・スミス   | イヴォンヌ・ゴードリー     | 田崎由美子 |
| 州警察             | デイビット・ヒューバンド   | 上田燿司   |
| 老人               | ウェイン・ロブソン         | 斎藤志郎   |
| トラック運転手     | ジェームズ・ダウニング     | 魚建       |

## クライモリシリーズ

### 作品
以下の6作品がクライモリシリーズである。
- 第1作（2003年） - クライモリ （原題：Wrong Turn）
  - 2021年6月にAmazon Prime Videoで配信された際に吹替版の邦題が『間違ったターン - Wrong Turn』に改題されていた（作品画像では原題を使用）。
- 第2作（2007年） - クライモリ デッド・エンド （原題：Wrong Turn 2: Dead End）
- 第3作（2009年） - クライモリ デッド・リターン （原題：Wrong Turn 3: Left for Dead）
  - 時系列的には最終話。刑務所移送中の極悪人達を乗せた護送車があのミュータントたちに襲われる。脱走中、1950年代に失踪した現金輸送車を発見したことから、犯罪者集団とミュータント、警官の三つ巴の殺戮劇が描かれる。
- 第4作（2011年） - クライモリ デッド・ビギニング （原題：Wrong Turn 4: Bloody Beginnings）
  - 時系列的には一番過去を描く。ミュータントが実は3人兄弟であり、1974年に山奥の特殊な病院に収監されていた過去が明らかになる。時代背景は2003年。吹雪で病院廃墟に閉じ込められた若者たちが次々と犠牲になっていく。
- 第5作（2012年） - クライモリ デッド・パーティ （原題：Wrong Turn 5: Bloodlines）
  - 時系列的にはデッド・ビギニングの直後を描く。廃病院から出て流浪していた3人のミュータントと全米屈指の連続殺人犯が手を組んだ。連続殺人犯は逮捕され、保安官事務所の留置所に勾留。朝にはFBIの護送車が来る予定だが、連続殺人犯の救出にあの3人が殺戮を繰り広げる。
- 第6作（2014年） - クライモリ デッド・ホテル （原題：Wrong Turn 6: Last Resort）
  - リゾートホテルを相続したダニーとその友人一行が、ホテルを管理していた兄妹から歓待を受けるが、兄妹は3人のミュータントとも血がつながっているヒリカー一族であり、ダニーも友人らを見捨てて食人一族の関わるビジネスに身を投じる。

以下の作品は、タイトルに「クライモリ」が含まれているが、クライモリシリーズとは無関係の作品である。
- クライモリ 禁猟区 （原題：Splintered）
- バタフライエフェクト・イン・クライモリ （原題：Acolytes）
- 新クライモリ デッド・フィーバー （原題：In Fear）

### リブート版
リブート版である『クライモリ』（Wrong Turn）は、2021年1月26日、全米の一部の劇場で一夜限定のイベントとして上映され、2月23日には、Blu-rayとDVDの販売及び動画の配信が開始された。
同作の脚本は第1作の脚本を担当したアラン・B・マッケルロイが執筆している一方、物語の内容はオリジナルシリーズとは大きく異なっており、オリジナルシリーズに登場していた食人の一族は登場しない。

## 反響
ライターの氏家譲寿はBangerに寄せたリブート版のレビュー記事によると、本作がヒルビリーホラー復活のきっかけを作った作品であるとされており、拷問ホラーブームの追い風もあって、執拗なまでの下劣な残酷描写がホラーファンの心をつかんだとされている。
また、本作の人気により、『テキサス・チェーンソー』をはじめとする往年のヒルビリーホラーのリメイクも積極的に行われたと氏家はみている。

### 評価
レビュー収集サイトのRotten Tomatoesでは、83件のレビューが寄せられ、うち43%が肯定的なレビューを寄せ、平均点数は10点満点中4.22点だった。
同サイトに寄せられたレビューの総意は「同ジャンルの他作品との違いを出せなかった平凡な作品」（"An unremarkable slasher flick that fails to distinguish itself from others of its ilk".）である。
一方、Metacriticでは17件の評価が寄せられ、点数は100点満中32点で「おおよそ否定的」（ "generally unfavorable reviews"）の判定となった。
また、市場調査会社CinemaScoreによる観客へのアンケートでは、A+からF判定の "C–"として判定された。
雑誌『タイムズ』のバーバラ・エレン（Barbara Ellen ）は、ロメロ式ゾンビ映画と『悪魔のいけにえ』の間に位置するそれなりにまともな内容だとしつつも、ばかばかしいまでの残酷描写や貧弱なスクリプトによってサスペンス要素が台無しになっていると指摘している。
雑誌『エンパイア』のウィリアム・トーマス（William Thomas ）は、『悪魔のいけにえ』シリーズのどの作品よりも良いと評価している。

## 関連作品
- 悪魔のいけにえ
- テキサス・チェーンソー
- サランドラ (映画)
- ヒルズ・ハブ・アイズ